# Eetstoornis
Een eetstoornis is een psychische aandoening waarbij iemand eetgedrag vertoont dat afwijkt van de gangbare normen. De bekendste eetstoornissen zijn anorexia nervosa en boulimie, naast eetbuistoornissen, arfid en bigorexia.
Eetstoornissen variëren door de mate van impact op de lichamelijke en geestelijke gezondheid. Er is een veelheid van factoren die invloed hebben op het signaleren, verloop en herstel van de stoornis. Een eetstoornis kenmerkt zich voornamelijk door hoeveelheid of het soort voedsel die iemand tot zich neemt. Ook de mate van ongeremdheid ten aanzien van voedsel speelt een rol, zoals bij eetbuien het geval is. Daar tegenover staat het niet binnen kunnen of willen houden van voedsel, of het weigeren van voedsel.

## Prevalentie
In ontwikkelde landen heeft in een bepaald jaar ongeveer 1,6% van de vrouwen en 0,8% van de mannen last van een eetbuistoornis. In minder ontwikkelde landen lijken deze cijfers lager te zijn.
Over de hele levensduur heeft ongeveer 4% van de vrouwen anorexia, 2% heeft boulimia en 2% heeft een eetbuistoornis. Jaarlijks lijdt ongeveer 0,4% van de jonge vrouwen aan anorexia en 1,3% aan boulimie. Anorexia en boulimia komen bijna tien keer vaker voor bij vrouwen dan bij mannen. Meestal ontwikkelt een eetstornis zich bij de overgang naar de puberteit. Cijfers bekend voor andere eetstoornissen geven geen eenduidig beeld.

## Soorten eetstoornissen
In standaardwerken als de ICD-10 en de DSM-V zijn eetstoornissen beschreven. Er kan slechts één eetstoornis tegelijk worden gediagnosticeerd op een bepaald moment. In algemene zin zijn er een aantal factoren die samen een ernstige uitwerking hebben op de gezondheid, zoals:
- Anorexia nervosa: iemand zal er veel, zo niet alles aan doen om niet te eten. Anorexia nervosa gaat gepaard met extreme beperking van de voeding en bovenmatig gewichtsverlies, in combinatie met de angst om dik te worden.[4] Het kan huidschade veroozaken en vormt een zware belasting voor het hart, met verhoogde kans op een hartinfarct en andere Cardiovasculaire aandoeningen. Bij veel gewichtsverlies kan de menstruatiecyclus worden onderbroken, PCOS (Polycysteus-ovariumsyndroom) genoemd. Dit is geen vereiste bij diagnose voor mannen, patiënten na de Menopauze en anderen die om andere redenen geen cyclus hebben. Eetbuien komen ook voor bij een subtype van anorexia.[5] Van alle stoornissen heeft het de hoogste kans op overlijden, met een mortaliteit van 5.9% op de 1000.[6]
- Arfid of Selectieve eetstoornis (ontwijkend of beperkend): iemand is kieskeurig en erg gefocust op een zelf opgelegd dieet, zoals het ontwijken van een specifiek soort voedsel, of het hebben van een zeer eenzijdig Eetpatroon, niet zonder gezondheidsrisico's door een tekort aan voedingsstoffen.
- Boulimia nervosa: iemand met eetbuien en angst om dik te worden. Kenmerkend is het slecht binnen houden van voedsel, door overgeven of door het gebruik van laxeermiddelen of medicijnen. Een ander voorkomend symptoom is ongewoon veel lichaamsbeweging. Het lichaamsgewicht van boulimiapatiënten varieert van normaal tot een vorm van obesitas.[7][8] De kans op overlijden wordt geschat op 3.3%[6]
- Eetbuistoornis: Iemand overeet zich minstens een keer per week gedurende minstens 3 maanden, waarbij een gebrek aan controle wordt ervaren, gevolgd door een schuldgevoel.[9] Deze stoornis kan zich ontwikkelen bij personen van allerlei leeftijden en uit uiteenlopende sociale klassen. Het lijkt hierdoor op Boulimia, maar zonder het compensatiegedragovergeven. Kan leiden tot obesitas.
- Bigorexia of spierdysmorfie wordt gekenmerkt door zorgen over het uiterlijk omdat het eigen lichaam wordt ervaren als te klein, te mager, te weinig gespierd of niet soepel genoeg. Spierdysmorfie komt voornamelijk voor onder mannen.
- NAO: (niet anderszins omschreven): Hieronder vallen stoornissen die afwijkingen van het eetgedrag betreffen, maar niet onder de bovenstaande ziektebeelden vallen. Dit is een vertaling van de Engelse afkorting "OSFED" ("Other Specified Feeding or Eating Disorder")

## Symptomen & complicaties
Symptomen en Complicatie (medisch) variëren, afhankelijk van de aard en ernst van de eetstoornis:
| acne               | droge huid           | amenorroe                  | uitvallende tanden, caviteiten |
| constipatie        | diarree              | vochtretentie en/of oedeem | lanugohaar                     |
| telogeen effluvium | hartstilstand        | hypokaliëmie               | overlijden                     |
| osteoporose        | elektrolytenonbalans | hyponatriëmie              | hersenatrofie                  |
| pellagra           | scheurbuik           | nierfalen                  | zelfdoding                     |

Sommige lichamelijke symptomen van eetstoornissen zijn slapte, vermoeidheid, overgevoeligheid voor verkoudheid, verminderde baardgroei bij mannen, afname van ochtenderecties, verminderde libido, gewichtsverlies en achterblijvende groei. Onverklaarbare heesheid kan een symptoom van een achterliggende eetstoornis zijn, ten gevolge van opkomend maagzuur of brandend maagzuur. Patiënten die zelf braken uitlokken, zoals mensen met anorexia nervosa of degenen van het purgeertype met eetbuien of met boulimia nervosa, lopen een risico op brandend maagzuur. Het polycysteus-ovariumsyndroom (PCOS) is de meest voorkomende endocriene aandoening bij vrouwen. Deze wordt vaak geassocieerd met obesitas, maar kan ook optreden bij individuen met een normaal gewicht. PCOS is in verband gebracht met eetbuistoornissen en boulimiagedrag.

## Oorzaken van een eetstoornis
Een eetstoornis komt vaker voor bij patiënten met verhoogd risico van kwetsbaarheid of bovengemiddeld weerbaarheidsgebrek. Oorzaken voor een eetstoornis kunnen bekeken worden vanuit een aantal gebieden:
- Persoonlijke factoren: lichamelijke, psychologische en/of persoonlijkheidselementen. Voorbeelden hiervan zijn hormonale veranderingen in het Endocrien systeem ten gevolge van de stoornis,[bron?] mensen die van nature kwetsbaar zijn, angstig, weinig zelfvertrouwen hebben, onvrede hebben met het eigen uiterlijk of te maken hebben gehad met traumatische gebeurtenissen en perfectionistisch zijn.[bron?] Stressbestendigheid kan lager zijn waardoor omstandigheden van binnenaf (interpretaties en eigengevoel) of buitenuit (omgevingsfactoren) sneller als belastend worden ervaren. In welke mate genetische voorbeschiktheid (genetische predispositie) een invloed heeft, is uit onderzoek momenteel nog altijd niet helemaal duidelijk.

- Uitlokkende of externe factoren gaan over de interactie met de directe omgeving. Het gaat dan vooral om de druk die een betrokkene voelt in communicatie met medemensen. Mogelijk ook kan een patiënt moeilijker omgaan met ruzies of het opkomen voor een eigen mening.[bron?] Het doet zich voor bij bijvoorbeeld het overlijden van een dierbare of bij opmerkingen over het uiterlijk. Voor wie al kwetsbaar is, kan dit net te veel zijn en het risico van een eetstoornis verhogen.[bron?] Het gezin kan invloed hebben wanneer er weinig over emoties gepraat wordt of als er veel ruzies leven.[bron?]

- Instandhoudende factoren zijn omstandigheden waardoor eetstoornis blijft voortduren. Zo veranderen bij een eetstoornis tal van processen in het lichaam[bron?] die een sterk negatieve uitwerking kunnen hebben, door onder andere emotionele en cognitieve problemen.[bron?] De maatschappij kan als voorbeschikkende factor invloed hebben, doordat vrouwen meer bestookt worden met zogenaamde ideale maten.[bron?] Daarnaast komen ook tegenstrijdige verwachtingen naar boven, zoals sterk zijn (in de buitenwereld) tegenover zorgzaamheid tonen (in het huisgezin).[bron?]

## Behandeling & herstel
Veel eetstoornissen kunnen succesvol worden behandeld door herstel naar een gezond voedingspatroon en een normale hoeveelheid lichaamsbeweging. Een behandelijk kan bestaan uit (een combinatie van) counseling, cognitieve gedragstherapie, of andere psychologische ondersteuning voor de verwerking van impactvolle gebeurtenissen in iemands leven. Bij sommige eetstoornissen helpt medicatie. Een enkele keer is directe interventie nodig in de vorm van een ziekenhuisopname.
Vijf jaar na diagnose heeft ongeveer 70% van de mensen met anorexia en 50% van mensen met boulimia geen last meer van de stoornis. Bij eetbuistoornissen is dit minder duidelijk, schattingen variëren van 20% tot 60%. In de VS komen eetbuistoornissen bij ongeveer 3% van de bevolking voor. Zowel anorexia als boulimia verhogen de kans op overlijden.

## Ander eetgedrag
Andere vormen van afwijkend eetgedrag, maar niet erkend zijn als officiële stoornis zijn:
- Crashdieet: Veel afvallen in korte tijd, voor een weegmoment. Komt voor bij sporten met verschillende gewichtsklassen, zoals bij licht roeien en vechtsport)
- Orthorexia: Zou zich kenmerken door de focus op al dan niet verkeerd veronderstelde gezondheidsvoordelen van soorten voedsel, naast andere beperkingen die men zichzelf opglegt. Tot nog toe zijn er geen eenduidige aanwzingen dat dit een nieuwe eetstoornis is[26]
- Pica: het vrijwillig consumeren van op het eerste gezicht niet-eetbare dingen zoals zand en metaal.
- Ruminatiestoornis: stoornis, voornamelijk bij jonge kinderen, waarbij regelmatig voedsel uit de maag opbrengt (regurgitatie) en herkauwt zonder dat er sprake is van misselijkheid.

Volgens psycholoog Tatjana van Strien komen eetbuien, zoals bij Boulimia het geval is, vaak voor bij mensen die willen afvallen Dit eetgedrag laat zich kenmerken door:
- emotioneel eten: Afwijkend eten bij het ervaren van negatieve emoties zoals stress en spanningen, soms veroorzaakt door externe gebeurtenissen of een mentale toestand, zoals depressie
- extern ingegeven eetgedrag (eten omdat er eten is - geur, smaak, zichtbaarheid van voedsel - ook al heeft men net gegeten). Volgens haar hebben beide categorieën baat bij psychologische hulp alvorens te gaan lijnen.